# Charles Bargue
Charles Bargue, född cirka 1826/1827, död 6 april 1883, var en fransk konstnär och litograf som skapade teckningskursen ("Cours de dessin").
Hans teckningskurs var inflytelserik och genomtänkt i samarbete med Jean-Léon Gérôme. Den publicerades åren 1866-1871 av förlaget Goupil & Cie och bestod av 197 litografier. Konstnärer som tog intryck av kursen var bland andra Vincent van Gogh.
Även om vissa källor påstår att Bargue var elev till Gérôme finns utrymme för tvivel. Bargue hade dock en nära samarbete med Gérôme och blev påverkad av hans stil. Bargues sista målning fullbordades av Gérôme och finns nu förvarad i staden Maldens folkbibliotek i Massachusetts i USA.